# Buona pratica di laboratorio
La buona pratica di laboratorio (BPL), nella letteratura scientifica anglosassone good laboratory practice (GLP), è il complesso di regole riguardanti le procedure organizzative e le condizioni con cui, nei cosiddetti "Centri di Saggio", sono programmate, eseguite, controllate, registrate e archiviate le ricerche di laboratorio per le prove non cliniche.

## Campo di applicazione
Il fine delle norme di Buona Pratica di Laboratorio è la promozione della qualità della sperimentazione "non clinica" e la produzione di dati sperimentali affidabili per garantire il mutuo riconoscimento dei risultati ottenuti a livello internazionale, diminuendo i costi per la ricerca.
Le prove "non cliniche" sono quelle ricerche sperimentali eseguite per valutare la sicurezza dei prodotti chimici, sia per gli esseri viventi che per l'ambiente. Rientrano pertanto nel campo di applicazione della Buona Pratica di Laboratorio tutte le sostanze chimiche, ossia i prodotti farmaceutici, gli antiparassitari, i prodotti cosmetici, i farmaci veterinari, gli additivi alimentari, gli additivi per i mangimi animali e i prodotti chimici industriali

## Storia
Storicamente, le norme di Buona Pratica di Laboratorio sono state formulate dapprima negli Stati Uniti d'America nel 1976.
Alla fine degli anni settanta l'Organizzazione per la Cooperazione e lo Sviluppo Economico (OCSE) istituì un programma per la prevenzione del rischio chimico, l'OECD Chemicals Programme, iniziando così a sviluppare le norme di BPL che vennero adottate dal Consiglio dell'OECD a partire dal 1981, per essere successivamente modificate nel 1998. Sono stati infine elaborati i principi aggiornati e pubblicati nella serie monografica OECD Series on Principles of GLP disponibili gratuitamente su internet; per la maggior parte di queste norme è stata fatta una traduzione in lingua italiana a cura dell'Istituto Superiore di Sanità.
Le norme di BPL sono state recepite dall'Unione europea già nel 1979 con la direttiva del Consiglio 79/831/CEE in cui si prescriveva il rispetto della BPL per le prove di sicurezza sui prodotti chimici. Le norme dell'OECD del 1998 sono state adottate attraverso le direttive 1999/11/CE e 1999/12/CE.
L'Inghilterra, a questo riguardo ha emanato nel 1999 una legge chiamata 'Good Laboratory Practice Regulations". La prima condanna per violazione di questa legge, si è avuta nel 2013 quando Steven Eaton, ricercatore presso un laboratorio inglese di una società farmaceutica americana, è stato condannato a tre mesi di carcere per aver falsificato i risultati di esperimenti su medicinali per la cura del cancro.
In Italia l'adozione della BPL è avvenuta nel 1992; le norme di BPL sono di competenza del Ministero della Salute, Dipartimento della Prevenzione, Ufficio X, presso cui è stata istituita l'Unità di Monitoraggio per la Buona Pratica di Laboratorio (UM-BPL) con Decreto del Ministro della Sanità del 10 agosto 1997.